# Zeuxinia
Zeuxinia är ett släkte av fjärilar. Zeuxinia ingår i familjen nattflyn.
Kladogram enligt Catalogue of Life:
| Zeuxinia | \| \| Zeuxinia aeschra \| \| \| \| \| \| Zeuxinia aeschrina \| \| \| \| |
|          | \| \| Zeuxinia aeschra \| \| \| \| \| \| Zeuxinia aeschrina \| \| \| \| |
|          | Zeuxinia aeschra                                                        |
|          |                                                                         |
|          | Zeuxinia aeschrina                                                      |
|          |                                                                         |